# Emily Procter
Emily Mallory Procter (født 8. oktober 1968) er en amerikansk skuespiller.

## Biografi
Procter blev født og voksede op i Raleigh, North Carolina. Hun var to år gammel, da hendes forældre blev skilt. Hun studerede journalistik, og blev ansat som vejr anker i North Carolina.
Efter flytningen til Los Angeles, hvis hendes far midlerne til fungerende skole i to år. Endog før eksamen, havde hun allerede haft en række mindre roller i Jerry Maguire (1996) og Breast Men (1997). Hun har også portrætterede i 1995 en kort kærlighed interesse i Venner.
Hun er bedst kendt for at spille den rolle Calleigh Duquesne i tv-serien CSI: Miami.

## Personlige liv
Procter er en god pokerspiller. Hun siger, at hun har lært at spille spillet som et barn, da hendes far har spillet efter penny poker med hende.
Hun har stor viden om boligindretning og antikviteter.